# 인계초등학교 (경기)
인계초등학교는 대한민국 경기도 수원시 팔달구에 있는 공립 초등학교이다.

## 연혁
- 1964. 03. 20  인계초등학교 개교(13학급 편성)
- 1982. 03. 05  인계초등학교 병설유치원 개원
- 2001. 09  탁구부 선수 육성교 지정
- 2007 ~ 2008(2년)  명품교육프로그램 인증 교육감 표창
- 2009. 04. 01  에코그린스쿨 거점 학교 지정
- 2009. 09. 01  교원능력개발평가 선도학교 지정
- 2009. 09. 11  영어 체험실 개관
- 2009. 09. 23  학생이 행복한 학교 우수교 표창
- 2009. 11. 25  제5회 교육장배 꿈나무 체조대회 우수 학교 표창
- 2009. 12. 08  영어교육 우수학교 수상, 학교평가 우수교 표창
- 2009. 12. 11  학교도서관 운영 우수학교 표창
- 2009. 12. 11  방과후학교 UCC 공모대회 우수교 표창
- 2010. 01  경기도 교육청지정 체육과 시범학교 지정
- 2010. 02. 12  제46회 졸업 192명(졸업생 총수 13,049명)
- 2010. 03.  경기도 교육청 지정 체육과 자율장학 중심학교 운영
- 2010. 03  33학급 편성(특수1포함)
- 2010. 04.  교육과학기술부 지정,학생 정서 행동 선별 검사학교
- 2010. 05.  경기도수원교육청지정 학교, 학년, 유치원 교육과정 우수교 표창
- 2010. 05.  경기도교육청지정 교원업무경감 우수교 표창
- 2010. 06.  경기도교육청지정 학력향상학교지정, 학급 지정(6-1)
- 2010. 06.  행복한 동행 좋은 학부모 교실 운영지원교 선정
- 2010. 08.  39회 전국소년체전 여초등부 탁구 준우승 수상
- 2010. 09. 01  제18대 교장 김진랑 부임
- 2010. 09. 29  경기도교육청 지정 체육과 자율장학 수업공개
- 2010. 09. 30  제39회전국소년체전 우수학교 교육감 표창
- 2010. 11. 10  경기도교육청지정 체육과 시범학교 1년차 보고회
- 2010. 11  학부모회학교참여 우수사례 경기도교육감 우수상 수상
- 2010. 11. 26  교육과학기술부 선정 학부모교육 운영 우수학교 장려상 수상
- 2010. 11. 27  2010 교육과정 운영 우수유치원 경기도교육감 표창 수상
- 2010. 12. 09  2010학년도 학부모회 학교참여활동 우수사례 공모대회 경기도 교육감 우수상수상
- 2010. 12. 13  학교체육발전 유공 경기도수원교육지원청 표창수상(학교,교감,교사)
- 2010. 12. 31  행복한 학교문화 창조 공적 경기도수원교육지원청교육장 표창
- 2011. 01. 10  학교 교육현장 홍보 우수학교 경기도교육감표창
- 2011. 02. 16  제47회 남98 여85 계183명 졸업
- 2011. 03. 01  일반학급31, 특수학급 1학급 편성
- 2011. 03. 31  유치원 표창장 수상 ( 교육과정 설계 공모)
- 2011. 03. 31  인계초등학교병설유치원 유치원교육과정설계 공모 표창장 수상(경기도수원교육지원청교육장)
- 2011. 05. 20  제16회 수원시초등 굴렁쇠 굴리기 대회 단체종합1위 상장 및 교육장 표창장 수상
- 2012 .02. 17  제48회 졸업161명
- 2012. 03. 01  일반학급30, 특수학급 1학급 편성
- 2012. 04. 20  경기도 수원교육지원청지정 소통과 공감하는 학교 만들기 선도학교 운영
- 2012. 11. 02  제17회 수원시 초등학교 굴렁쇠 굴리기대회 단체종합 1위 상장 수상(경기도수원교육지원청교육장)
- 2013. 02. 15  제49회 계165명 졸업
- 2013. 03. 01  일반학급27, 특수학급 1학급 편성
- 2013. 06. 14  제18회 수원시 초등굴렁쇠굴리기대회 단체종합1위
- 2013. 09. 08  제7회 교육장상배 학교스포츠클럽 배드민턴 최강전 여자준우승(9.8
- 2013. 12. 03  제19회 교육장배 꿈나무체조대회 평균대부문 여초2학년부 3위 뜀틀부문 남초3학년부 1위
- 2014. 02. 14  제50회 남67, 여72 계139명 졸업
- 2014. 03. 01  제19대 교장 김재현 부임
- 2014.03.03  일반학급 26, 특수학급 1학급 편성
- 2014.4 ~ 2015.2 수원 교과 특성화 사업 운영
- 2014.4 제36회 경기 발명품 경진 대회 장려
- 2014.9 제60회전국 과학전람회 우수
- 2014.10 2014년 수원 정보올림피아드대회 은상,동상
- 2014.10 제8회 교육장배 학교스포츠클럽 배드민턴 최강전 여자1위,남자3위
- 2014.12 기초학력 보장 지원 표창 수상
- 2014.12 특수교육활동 표창 수상
- 2015.02.13 제51회 졸업 114명
- 2015.03.03 일반학급 27, 특수학급 1학급 편성